# Cine-Theatro Central
O Cine-Theatro Central é um teatro localizado na cidade mineira de Juiz de Fora. Projetado pelo arquiteto Raphael Arcuri, no estilo arquitetônico eclético, possui fachada com referências ao art déco e ornamentação interna neoclássica com inspirações muralistas italianas de autoria do pintor Angelo Bigi. Inaugurado em 30 de março de 1929, é considerado um dos cartões postais da cidade, localizado na Praça João Pessoa - na principal rua comercial do município, a rua Halfeld.
Idealizado para atender aos desejos da elite juiz-forana por um espaço cultural grandioso, a proposta é de autoria da Companhia Central de Diversões, uma sociedade, formada em 1927, por Francisco Campos Valadares, Chimico Corrêa, Diogo Rocha e Gomes Nogueira . A construção do Cine-Theatro Central foi, portanto, um marco para a cidade, que até o século XIX contava apenas com tablados improvisados ou casas com infraestrutura precária, onde se apresentavam grupos mambembes. 
O edifício é considerado Patrimônio Cultural Brasileiro, tendo sido tombado em 1994 pelo Instituto do Patrimônio Histórico e Artístico Nacional (IPHAN) . Em 1996, o teatro foi completamente restaurado pela Universidade Federal de Juiz de Fora (UFJF), com projeto da Espaço-Tempo de Belo Horizonte. Além de sua importância arquitetônica, o teatro também possui notabilidade histórica, pois, entre os anos 1960 e 1970, foi palco do Festival de Música Popular Brasileira de Juiz de Fora e do Festival de Cinema Brasileiro, além de inúmeros shows, exibições e espetáculos históricos.
O Cine-Theatro Central, desde 1994, é um equipamento cultural pertencente à UFJF, que cuida de sua manutenção e de sua gestão desde então. Em 2006, com a criação da Pró-reitoria de Cultura (PROCULT/UFJF), passou a ser administrada por esta.

## História

### Idealização, construção e inauguração
Havia há pouco terminado a Belle Époque, era de ouro em que, progredindo a passos largos e com um perfil industrial e cosmopolita tão inusitado para um município da Minas agrária e barroca, a cidade inspirara comparações desbragadas a poetas e intelectuais de passagem por suas plagas: era a Manchester Mineira, graças ao ritmo frenético de suas fábricas; a Atenas Mineira, em função de sua efervescência cultural e artística; e ainda a Barcelona Mineira, por seu comércio pujante.
A proximidade com a capital do país – o Rio de Janeiro afrancesado do início do século XX – foi circunstância geográfica determinante para o espírito moderno, empreendedor e sofisticado de Juiz de Fora naquela época. Fazia parte do roteiro de programação chique da sociedade elegante frequentar os teatros para assistir a óperas, concertos e apresentações de companhias dramáticas. Idealizado pela elite desta sociedade e com sua beleza clássica, o Cine-Theatro Central foi a mais perfeita tradução da imagem em alta conta que os próprios juiz-foranos tinham de si mesmos. 
O primeiro passo para a construção foi a fundação, pela sociedade formada por Francisco Campos Valadares, Chimico (Químico) Corrêa, Diogo Rocha e Gomes Nogueira, em junho de 1927, da Companhia Central de Diversões. Um ano antes, eles adquiriram o barracão de ferro e telhas de zinco do Polytheama, outro precário teatro da cidade, instalado no terreno entre a rua São João e a antiga rua da Califórnia, hoje Halfeld, e demolido para ceder lugar ao Central.
Coube à companhia construtora Pantaleone Arcuri, que já começara a mudar a face arquitetônica de Juiz de Fora, fazer o projeto do novo teatro. Assim, teve início a construção do Central, empreitada que tomaria um ano e quatro meses de obras. 
Em sua inauguração, no dia 30 de março de 1929, o Cine-Theatro Central abriu suas portas com uma capacidade total de 2160 lugares. No evento inaugural figuras da alta sociedade local e autoridades como o presidente da província em pessoa, Antônio Carlos Ribeiro de Andrade, prestigiaram a solenidade que contou com apresentação de orquestra e a exibição do filme mudo, em oito atos, “Esposa Alheia”. A festa repercutiu além dos limites do município. O momento que entrou para a história da cidade foi devidamente registrado na Revista Central, uma edição comemorativa que saudou a suntuosidade, a “acústica formidável”, a segurança e o conforto finalmente colocados à disposição do exigente espectador juiz-forano.

### Arquitetura e ornamentações
O projeto arquitetônico do prédio ficou por conta de Raphael (Raffaele) Arcuri, que não economizou na grandiosidade e o orçamento acabou ultrapassando as possibilidades financeiras da companhia idealizadora da proposta, obstáculo superado com uma medida providencial – a entrada do próprio patriarca dos Pantaleone Arcuri na sociedade. Não seria o edifício mais alto de Juiz de Fora, nem a primeira construção em concreto armado, mas, sem dúvida, foi um empreendimento ousado, em que se destaca o amplo vão sem pilastras da plateia, sustentado por uma estrutura metálica vinda da Inglaterra, que atemorizou os menos informados sobre essa solução arquitetônica arrojada – um “triunfo da técnica”, como viria a ser saudada. 

O edifício de linhas sóbrias e retas, e fachada discreta, ganhou suntuosa ornamentação artística interna, assinada pelo pintor italiano Angelo Bigi, radicado no Brasil. Bigi pressentiu que aquela seria a sua grande obra. Legou ao Central uma decoração de sabor de antiguidade clássica, com cenas de ninfas e faunos em jardins românticos e paradisíacos, uma Arcádia mitológica que exala paz, harmonia e felicidade. Ao centro, medalhões com as efígies de grandes mestres da música: Wagner, Verdi, Beethoven e o brasileiro Carlos Gomes. O ponto de partida para a construção do Cine-Theatro foi a fundação da "Companhia Central de Diversões", em junho de 1927, pela sociedade formada por Chimico (Químico) Corrêa, Francisco Campos Valadares, Diogo Rocha e Gomes Nogueira. O local escolhido foi entre as ruas São João e Califórnia (hoje Halfeld), onde se situava o teatro Polytheama, demolido para ceder lugar ao Central. 

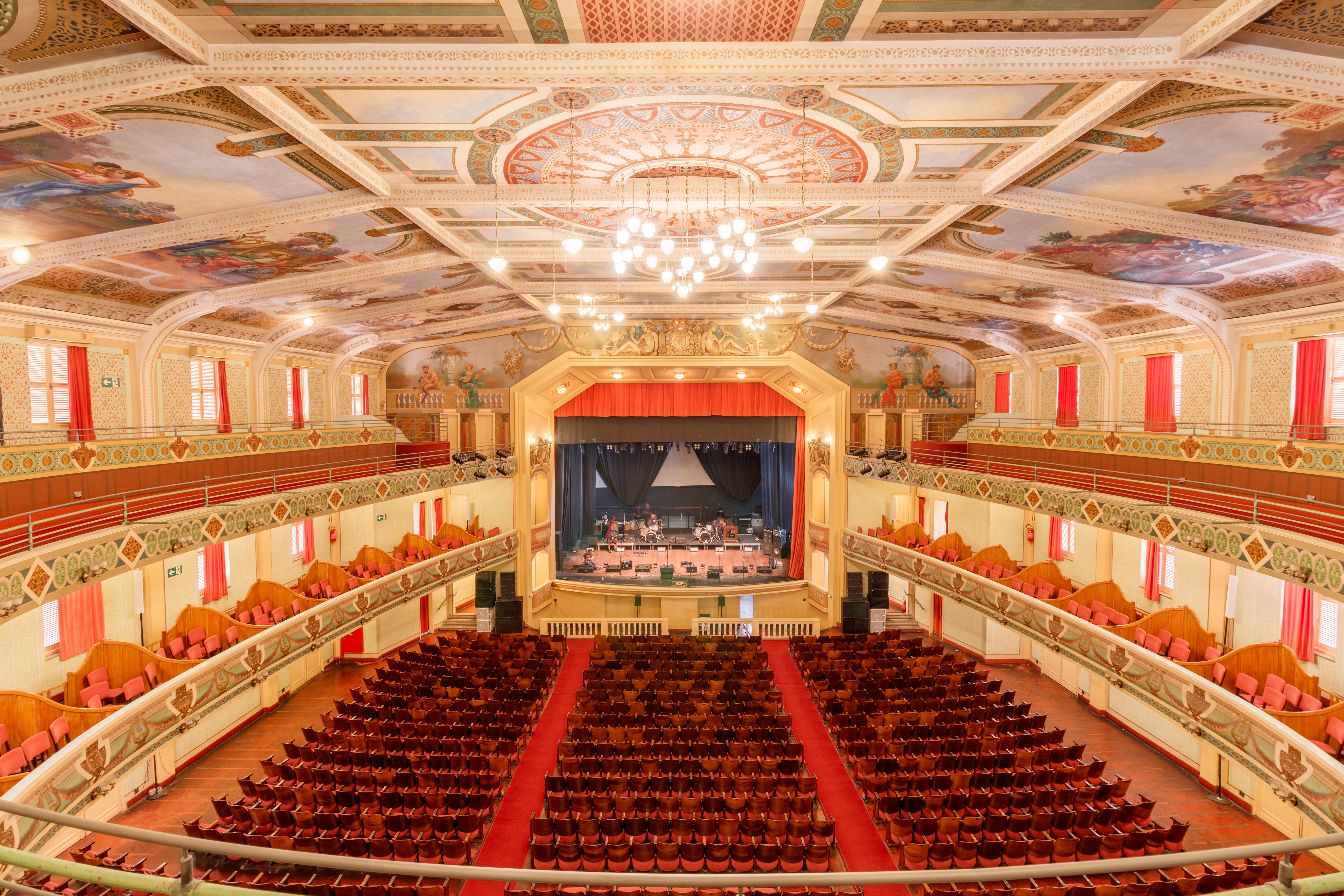
Interior do Cine-Theatro Central vista para o palco.
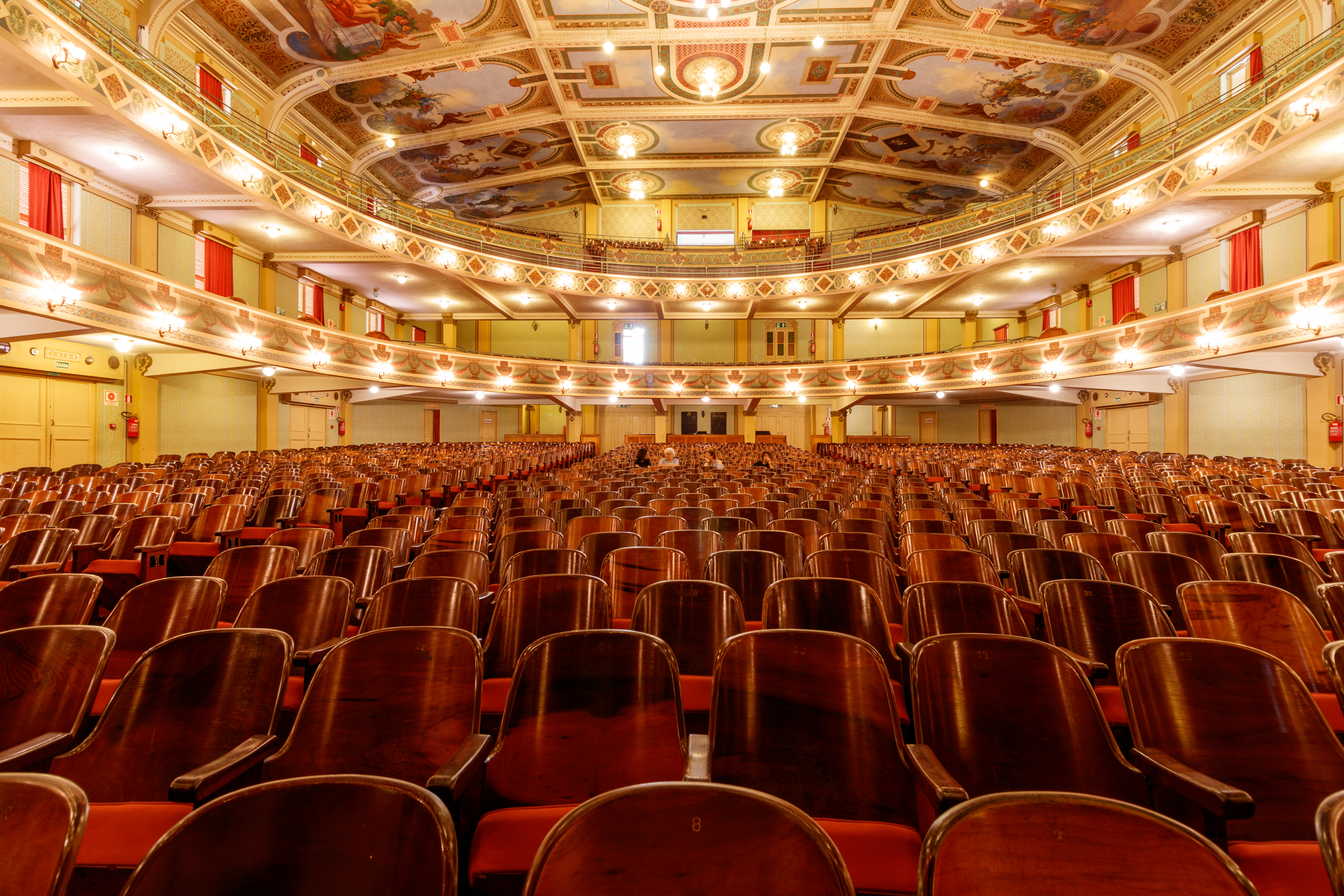
Interior do Cine-Theatro Central visto de costas para o palco.
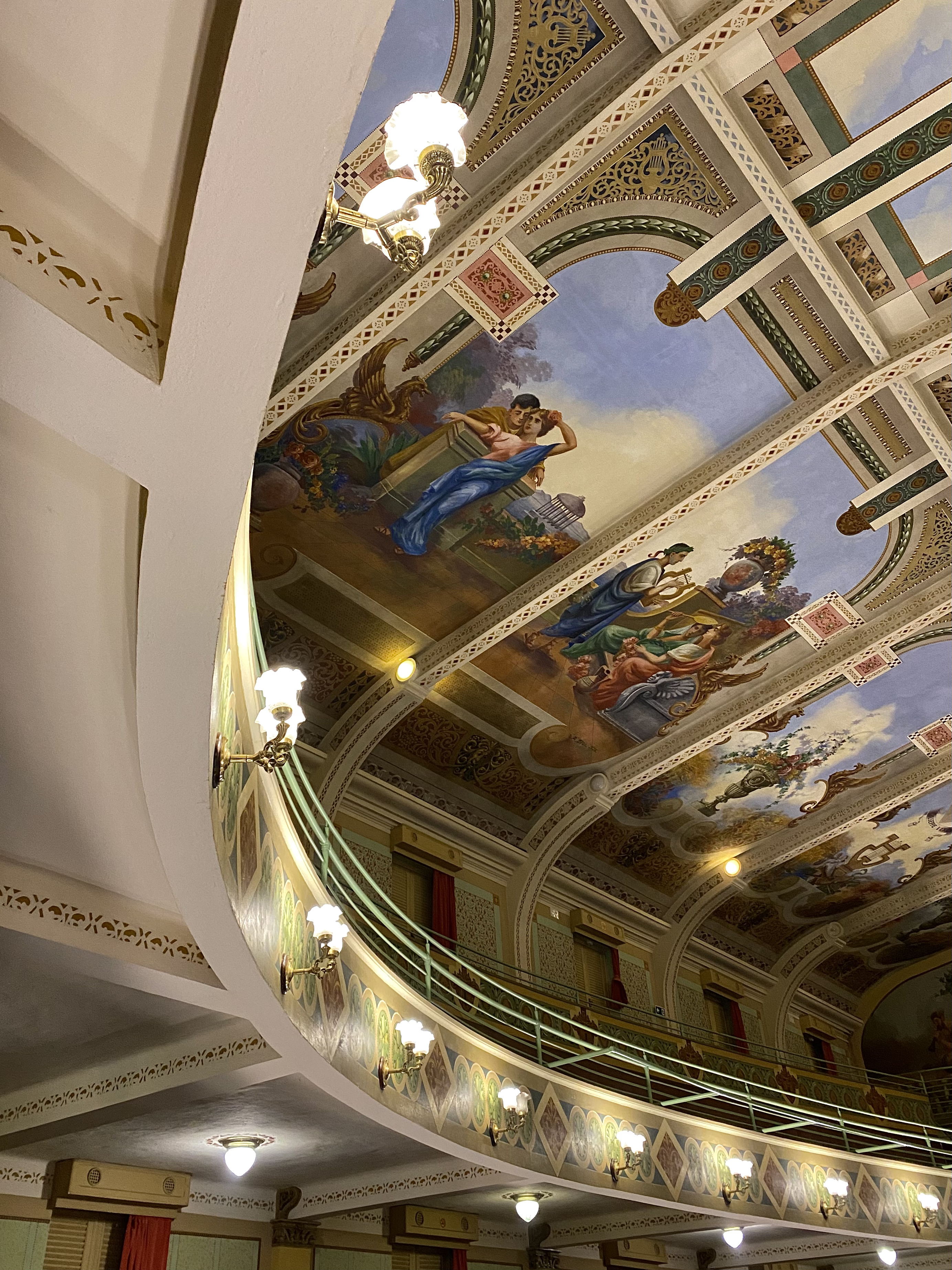
Pinturas de Angelo Bigi.
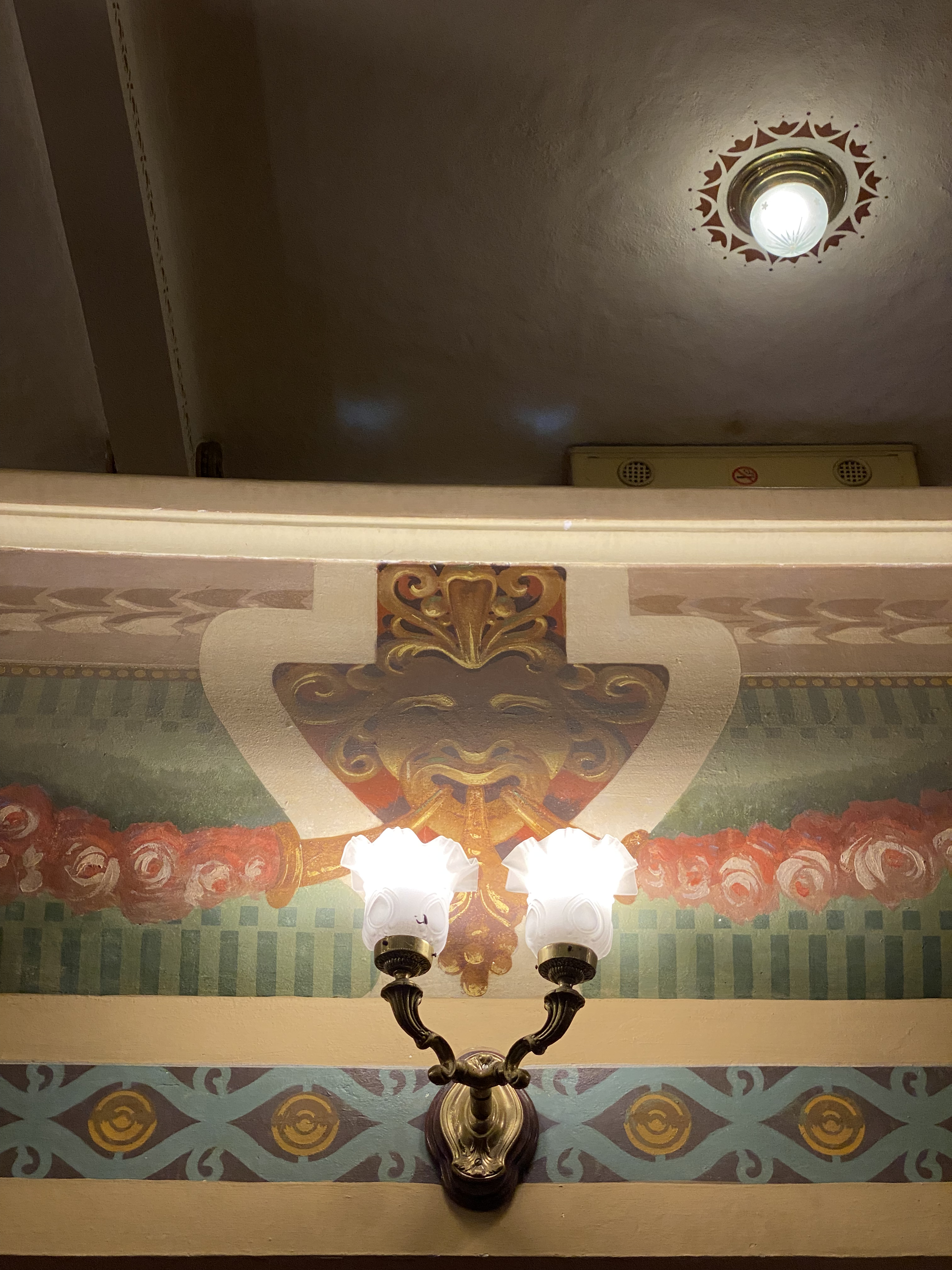
Ornamentação do segundo nível, pintura de Angelo Bigi.
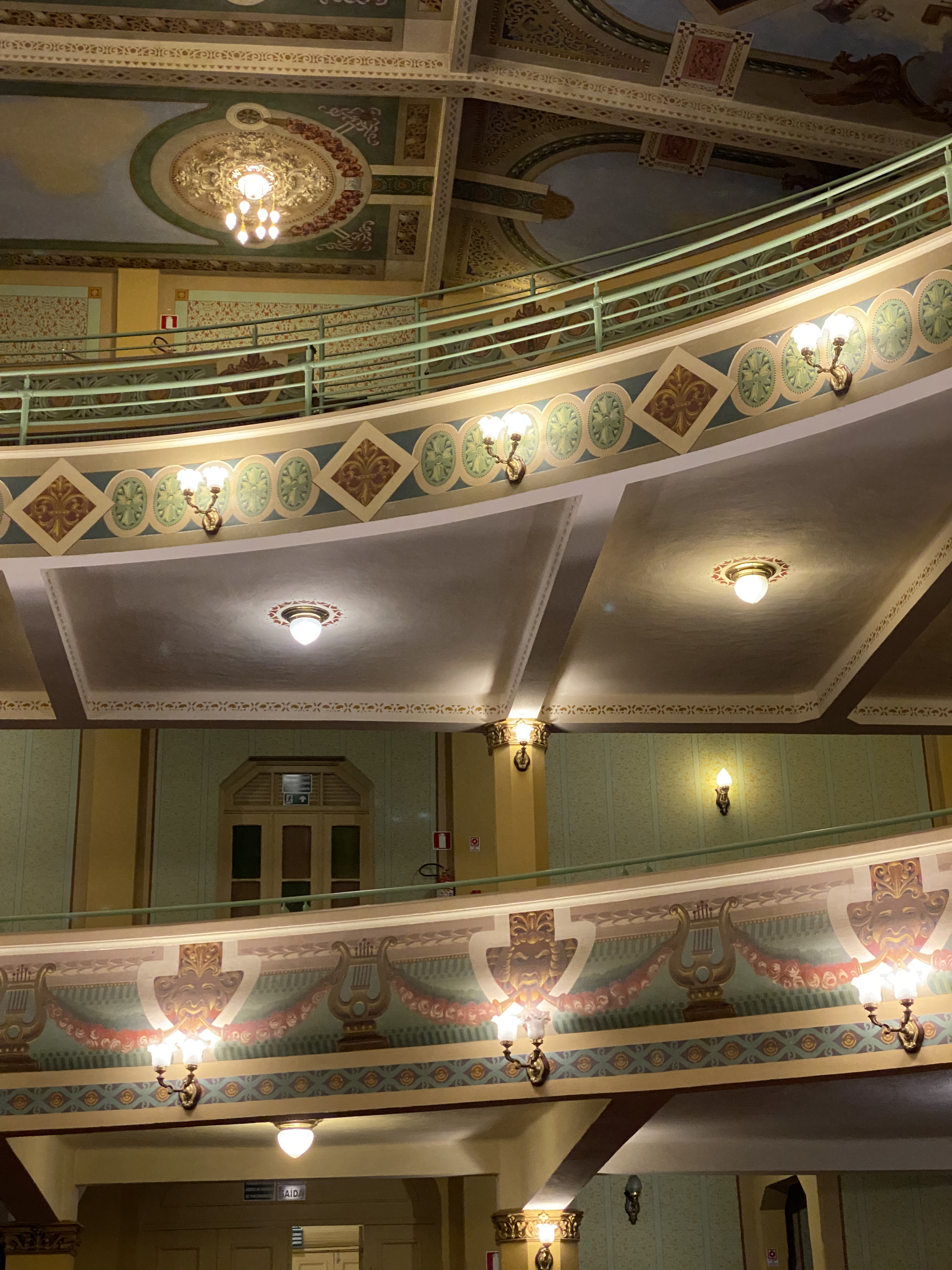
Vista dos 2º e 3º piso, ornamentações e pinturas de Angelo Bigi.
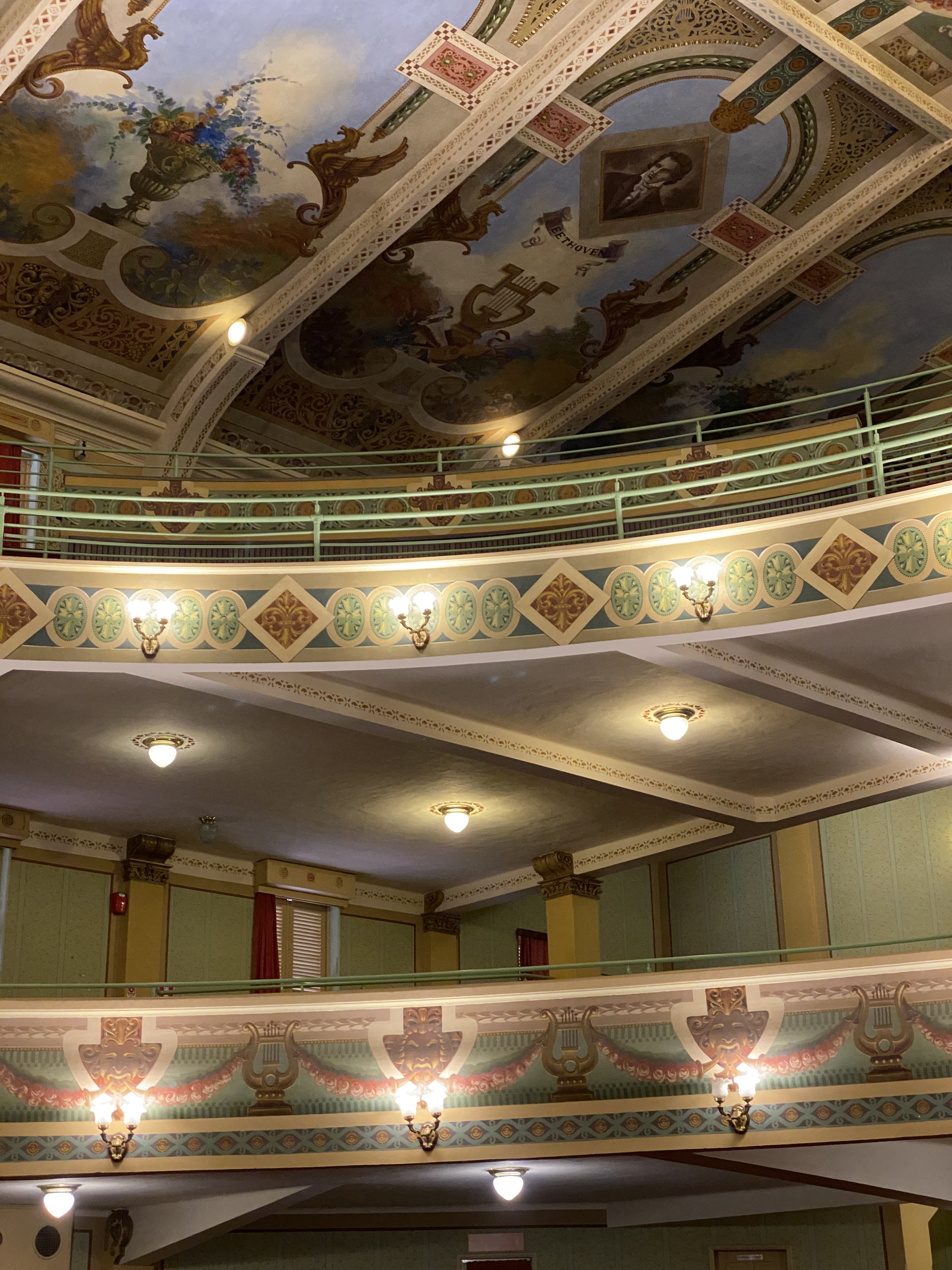
Destaque para a esfinge de Beethoven. Ornamentações e pinturas de Angelo Bigi

### Cinema

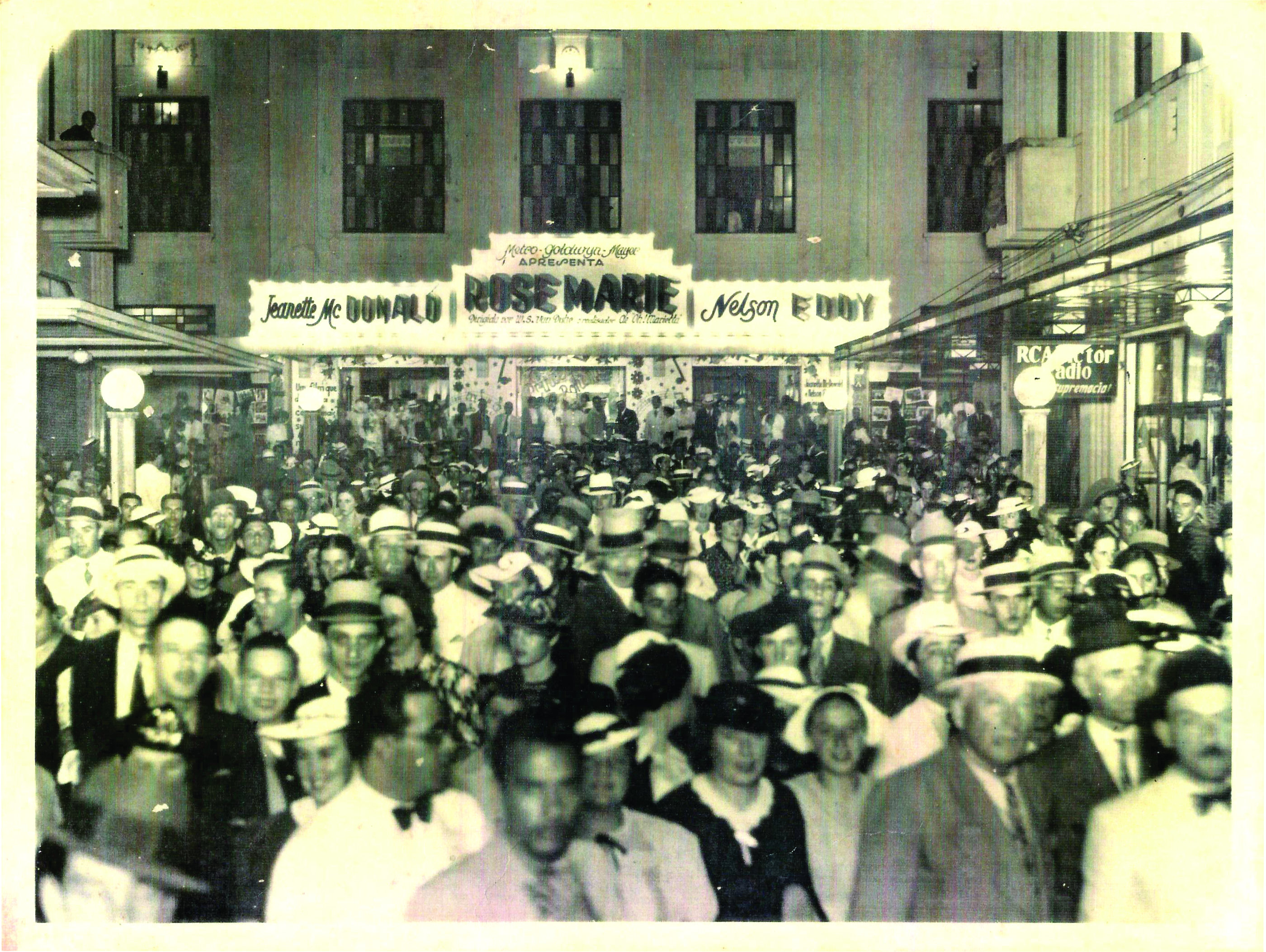
Saída de sessão de cinema no Central.

Foi com apresentação de orquestra e estreia do filme mudo “Esposa Alheia”, que o Cine-Theatro Central foi inaugurado em 30 de março de 1929. Durante as duas décadas seguintes, ir ao cinema era um programa elegante, para o qual homens e mulheres se vestiam com apuro. Os cavalheiros muniam-se de chapéu, acessório indispensável. As damas trajavam luvas e deixavam um rastro de perfume ao final da exibição. Não era difícil as sessões ocuparem todos os lugares da plateia. 
A solenidade do momento era acentuada pela execução da opereta “Cavalleria Rusticana”, do italiano Pietro Mascagni, que se tornou o prefixo das sessões no Central. No início, era tocada ao vivo pela orquestra do Cine-Theatro, que, na época dos filmes mudos, recebia o público no foyer e depois acompanhava a sessão fazendo fundo sonoro para a fita. Havia a “soirée” feminina, exibições de filmes românticos, dramas e musicais com meia entrada para mulheres. E matinês aos domingos para as crianças. 

### Tombamento e restauro
Com o público de cinema caindo progressivamente, e, embora ainda fosse palco de apresentações de teatro e música, o Central passou por um período de abandono. A situação se agravou no início da década de 1980, época de plateia vazia apesar das sessões duplas do tipo filme bom/outro medíocre a preço de ingresso único. 
O juiz-forano não ficou indiferente à situação de seu grande espaço cultural e um movimento de revalorização do espaço teve início com o tombamento do prédio como bem do patrimônio cultural do município, em 1983. A administração municipal, porém, não tinha os recursos necessários para uma recuperação. A solução, depois de muitas negociações com a Companhia Franco-Brasileira, então proprietária do Central, foi a mobilização de lideranças locais no Governo Federal e a aquisição do imóvel pela Universidade Federal de Juiz de Fora (UFJF), através de recursos do Ministério da Educação, em 1994. Nesse mesmo ano, o Central seria tombado pelo Instituto do Patrimônio Histórico e Artístico Nacional (IPHAN). 
O resgate de um patrimônio como esse era algo complexo e demandava mão de obra especializada e recursos que só seriam reunidos com o empenho de muitas fontes. O caminho encontrado foi a inclusão do espaço cultural no Programa de Incentivo à Cultura, a Lei do Mecenato, o que possibilitou o apoio financeiro de grandes empresas ao projeto de restauração, beneficiando-se, em contrapartida, de incentivos fiscais. Não demorou para que toda a verba fosse captada e a reforma, orçada em aproximadamente R$ 2 milhões, tivesse início em janeiro de 1996. 
A recuperação ficou sob o encargo da empresa especializada Espaço-Tempo, de Belo Horizonte, vencedora da licitação realizada para contratar a restauração. Durante mais de oito meses, quatro restauradores profissionais coordenaram as células de trabalho de equipes formadas por professores de estudantes de artes, arquitetura e urbanismo da Universidade Federal de Juiz de Fora, que se equilibraram sobre uma plataforma de 500 metros quadrados para a tarefa de limpeza, fixação e restauração das pinturas de Angelo Bigi. 
Sob nada menos do que sete camadas de tinta, os restauradores localizaram, no foyer do teatro, quatro figuras femininas que integravam a ornamentação artística original, de autoria de Bigi, mas há muito encobertas e, portanto, desconhecidas do público atual. A retirada de pinturas das paredes também revelou desenhos decorativos do artista italiano nas escadas, no balcão e na boca de cena. 
Todo o trabalho, que foi acompanhado atentamente pelo Instituto do Patrimônio Histórico e Artístico Nacional (IPHAN), incluiu obras de recuperação do prédio, com troca de telhado, reforma de instalações elétricas, de poltronas e camarotes, instalação de equipamentos e mecânica cênica, que colocaram a engrenagem do velho teatro em funcionamento outra vez. Em 14 de novembro de 1996, o Cine-Theatro foi oficialmente reinaugurado, com uma ocupação máxima de 1851 pessoas, capacidade essa que se reduziria após modificações estruturais impostas por novas regras do Corpo de Bombeiros. Atualmente, o espaço conta com 1751 poltronas divididas em: Plateia A (572), Plateia B (660), Balcão Nobre (269), Camarotes (120) e Galeria (130) . 

### Festival de Música Popular de Juiz de Fora
Os concursos de canções inéditas e autorais ocorreram no país no contexto histórico da ditadura militar brasileira, entre os anos de 1965 e 1985, consolidados como a chamada “Era dos Festivais”, essencial para o impulsionamento e fortificação da música brasileira. As apresentações aconteciam no formato de competições – transmitidas para todo o Brasil pela TV – em que um corpo de jurados e o voto popular decidiam as pontuações e premiavam artistas, os quais visavam a oportunidade de lançar ou estimular suas carreiras artísticas. 
Em Juiz de Fora, a primeira realização de um festival do gênero aconteceu em 1968, criado pela administração de Itamar Franco, idealizado pelo secretário Mauro Durante e coordenado pela secretaria de Educação e Cultura, que tinha à frente o professor Murílio Hingel. Desde então, artistas que viriam a se tornar influentes na MPB foram evidenciados nos concursos locais. O festival juiz-forano teve seis edições – cinco delas realizadas no Cine-Theatro Central e a última, em 1973, no ginásio do Sport. A de maior repercussão foi a concorrida quinta edição, em 1972, no Central, que revelou grandes composições e intérpretes, como Clara Nunes, Luiz Gonzaga Júnior (Gonzaguinha) e o compositor juiz-forano Luiz Armando Aguiar (Mamão).
Cumprindo papel fundamental em descobrir novos talentos e disponibilizar espaço para que artistas da região pudessem participar de fato do cenário cultural, o Central foi um dos palcos principais em que a geração de 1972 estreou, fazendo música de transição entre as tendências do pop internacional da época, do tropicalismo e da MPB. A cantora mineira Clara Nunes, por exemplo, foi ovacionada ao interpretar “Tristeza pé no chão”, composta por Mamão, que até hoje leva o título de compositor de uma das músicas mais consagradas da artista. 

### Dias atuais e projetos institucionais da UFJF

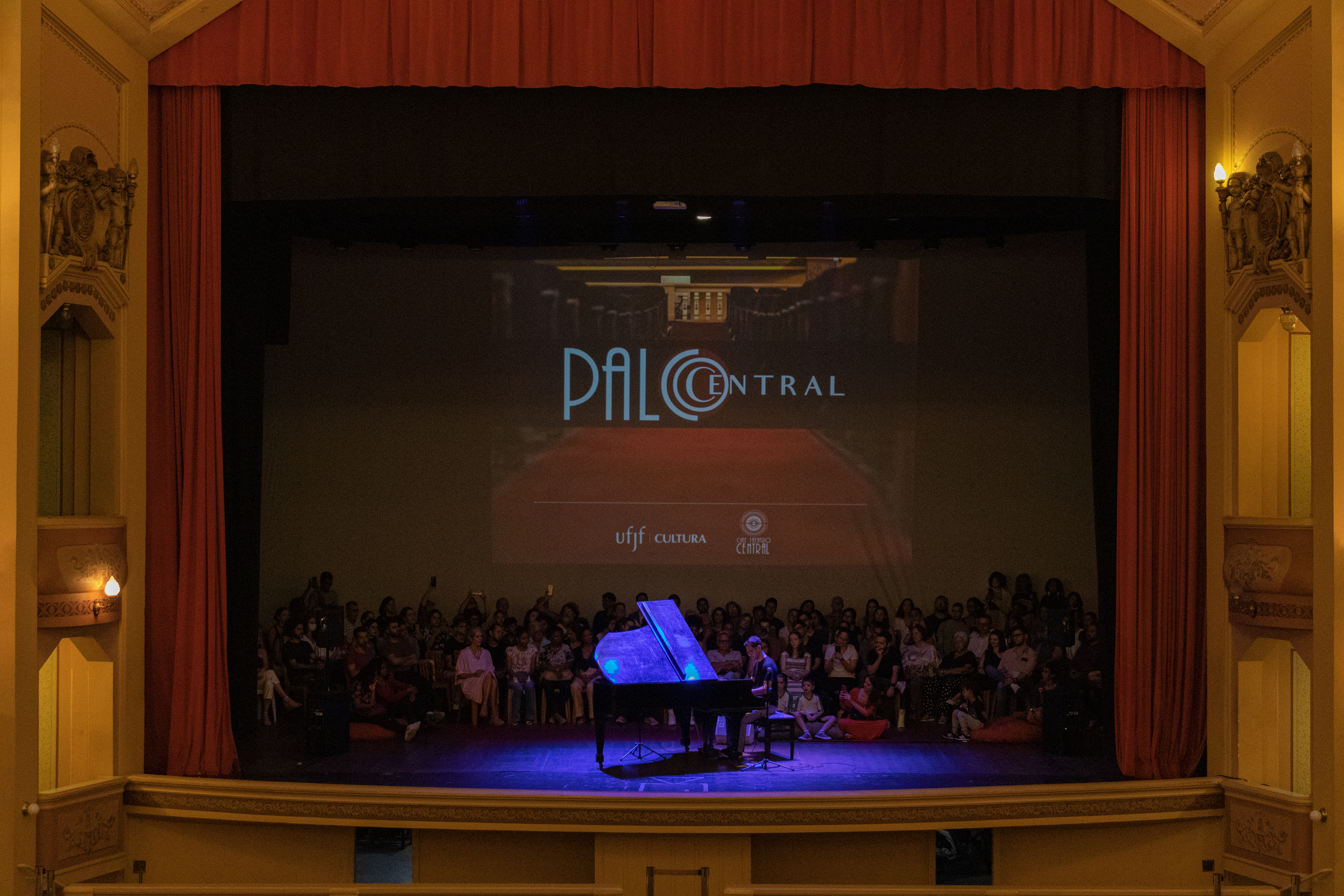
Apresentação do artista Guilherme Veroneze no projeto Palco Central.

Desde 2006, o Cine-Theatro Central é um dos equipamentos culturais vinculados à Pró-reitoria de Cultura da UFJF. Ao longo dos anos vêm sendo desenvolvidas ações como o Luz da Terra, voltado para a valorização de produtores locais, sendo que as propostas também visam a democratização do acesso ao espaço, com diferentes projetos, como o Palco Central , iniciativa que incentiva produções artísticas, valoriza as artes, incrementa atividades que aproximem a universidade da comunidade. Além disso, o projeto Visita Guiada oferece ao público a oportunidade de visitar o espaço e conhecer a história e a beleza arquitetônica e artística do local.
No equipamento cultural também são realizadas as cerimônias da colação de grau unificada da UFJF, além de outros eventos institucionais gratuitos como concertos da Orquestra Sinfônica Pró-Música - UFJF, Coral da UFJF, Festival Internacional de Música Colonial Brasileira e Música Antiga e recitais de formatura do curso de música da Universidade. 

## Acervo do Cine-Theatro Central
O projeto “Acervo do Cine-Theatro Central”, selecionado no Programa Institucional de Bolsa de Iniciação Artística 2022/2023 (PIBIART-UFJF), desenvolve um trabalho de gestão, organização e catalogação das obras, imagens e documentos históricos do espaço cultural. 
O layout desta página é o resultado de um trabalho do bolsista e criador do projeto Hugo Tardivo, sob orientação de Isabela Veiga e Luiz Cláudio Ribeiro, com participação da equipe do Central.
Visite os catálogos virtuais do Cine-Theatro Central: